# Daniel Fernández Koprich
Daniel Fernández Koprich (original Koprić) (Montevideo, 31 de enero de 1956) es un ingeniero civil, académico, ejecutivo, director de empresas y consultor chileno de origen croata-uruguayo. 
Es presidente del directorio de la Cámara Marítima Portuaria de Chile (Camport), presidente del directorio de la Fundación Teletón y consejero del Consejo Directivo Superior de la Universidad Diego Portales. Además, es director independiente en AES Andes, socio fundador de Memética y profesor titular de la Universidad del Desarrollo.
Entre 1990 y 2010 ocupó diferentes cargos directivos para promover y renovar la gestión en empresas públicas. Se desempeñó como director ejecutivo de Televisión Nacional de Chile (TVN) entre 2004 y 2010; como gerente general de la Empresa Nacional del Petróleo (Enap), entre 2000 y 2004; como gerente general del Complejo Portuario Mejillones S.A. (filial Codelco), entre 1997 y 2000; presidente del directorio de Ferronor S.A. filial de Codelco entre 1990 y 1993, y presidente del Directorio de Metro S.A., entre 1993 y 2000.
Luego, ejerció como vicepresidente ejecutivo de Centrales Eléctricas de Aysén (2010-2014); director en Puertos y Logística del grupo Matte (2013-2014); country manager Chile de ENEL y subgerente general de Enersis (2014-2016).
Posteriormente ejerció como vicepresidente ejecutivo de Centrales Eléctricas de Aysén (2010-2014); director en Puertos y Logística del grupo Matte (2013-2014); y country manager Chile de Enel y subgerente general de Enersis (2014-2016).

## Biografía
Nació en Montevideo, Uruguay, pero siendo adolescente se radicó en Chile junto con su familia. Cursó 4º medio en el Liceo de Hombres de Talca y luego estudió ingeniería civil en la Universidad de Chile. Se especializó en el sector transporte.

## Actividad profesional

### Inicios
Inició su vida laboral en 1981, en la Sección de Estudios de la Municipalidad de Santiago. Allí le tocó participar en la instalación del Sistema de Control de Área de Tráfico (SCAT) del centro de la ciudad.
Entre 1986 y 1990 trabajó como ingeniero de la Comisión de Transporte Urbano (Sectu), y entre 1991 y 1992 fue jefe del Departamento de Transporte Urbano del Ministerio de Transportes y Telecomunicaciones y presidente del directorio de Ferronor S.A., filial de Corfo, entre 1990 y 1993.

### Ejecutivo

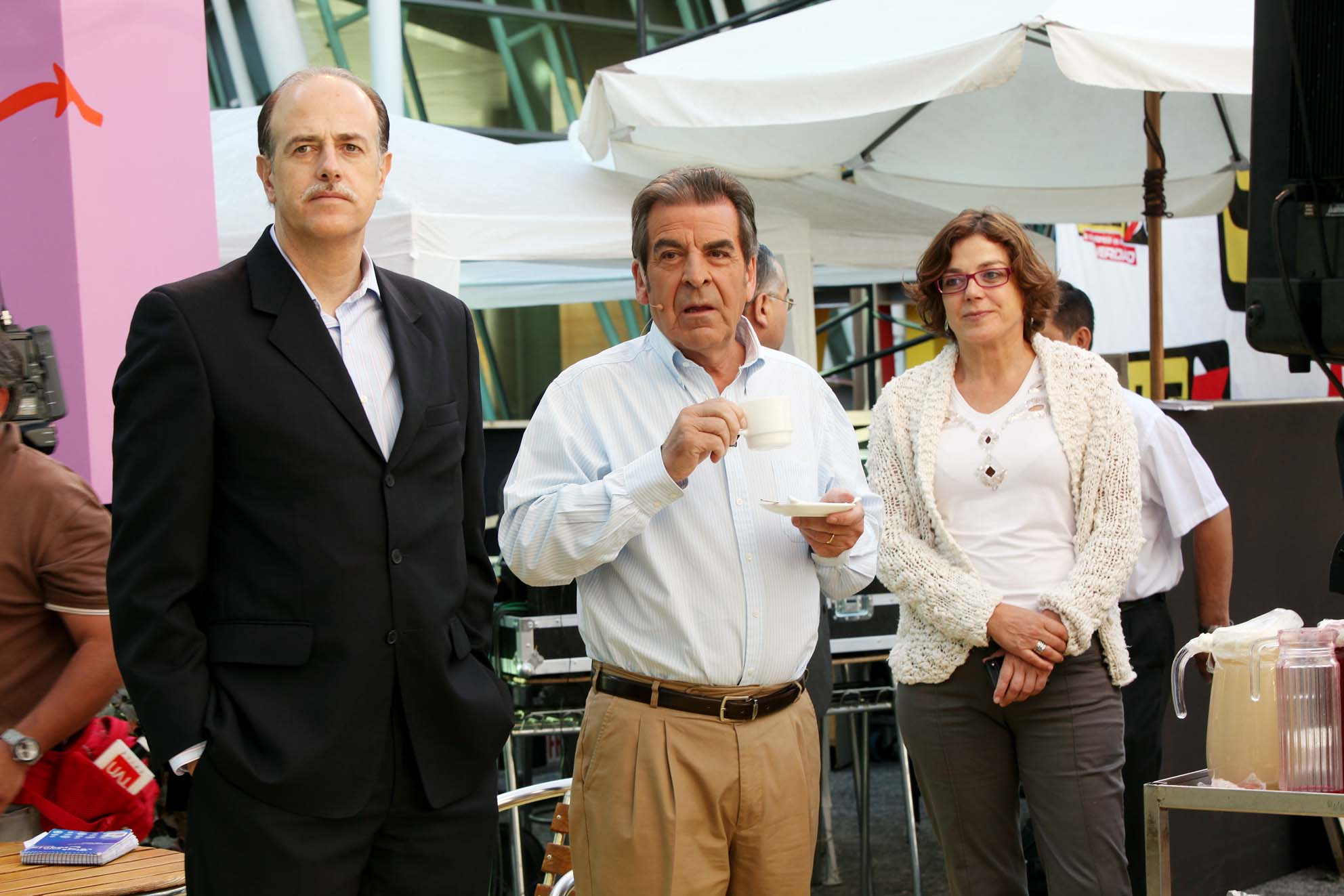
Fernández (a la izquierda) en 2010, mientras se desempeñaba como director ejecutivo de TVN. Al centro, el entonces candidato presidencial Eduardo Frei Ruiz-Tagle.

En 1993 asumió como presidente del Directorio del Metro de Santiago, y fue el responsable del diseño e implementación del plan de expansión que permitió la habilitación de la Línea 5, que une el centro de la capital con la comuna de La Florida. Este proyecto de una línea completamente nueva fue el primero de su tipo para la empresa en más de 15 años.
Como gerente general de la Empresa Nacional del Petróleo (Enap), cargo que tuvo entre 2000 y 2004, inició el estratégico proyecto GNL Quintero, el cual buscaba importar gas natural licuado por vía marítima con el fin de elevar la independencia del país en materia energética, condición en entredicho tras los problemas de suministro de gas natural a raíz de las dificultades vividas por Argentina.
En 2004 pasó a Televisión Nacional de Chile (TVN) como director ejecutivo, responsabilidad a la que renunció en abril de 2010 tras la llegada de Sebastián Piñera al gobierno. En mayo de ese mismo año se incorporó como vicepresidente ejecutivo de Centrales Eléctricas de Aysén, iniciativa que fue cuestionada por sectores ecologistas. En noviembre de 2014 asumió como Country Manager Chile de Enel y subgerente general de Enersis, dejando la compañía en mayo de 2016.
Es socio fundador y miembro del directorio de Memética (asesorías y consultoría). Desde 2015 es director de la Fundación Teletón y desde el 2017 es presidente del directorio. Entre 2018 y 2022 fue presidente de la Fundación Encuentros del Futuro, organización que realiza anualmente, junto al Congreso Nacional, el Congreso del Futuro, que es el principal evento de divulgación científica e innovación de Sudamérica, reuniendo cada año a las mentes más brillantes del mundo para conectar a Chile con los desafíos del futuro a través de conversaciones en todas las áreas del conocimiento que definen la agenda de la humanidad.
Además, es director independiente en AES Andes y presidente de la Cámara Marítima y Portuaria de Chile (Camport).

### Académico
En el ámbito académico se desempeñó por 14 años como profesor de cátedra y profesor tesista de la Escuela de Ingeniería de la Universidad de Chile. Entre 2014-2015 fue profesor asociado de la Universidad Adolfo Ibáñez. Actualmente es profesor titular de la facultad de Ingeniería de la Universidad del Desarrollo, realizando el curso de Gestión del Cambio Cultural.
Además, es columnista de El Mercurio en la sección Economía y Negocios. Previamente, fue columnista quincenal en el Diario Financiero (1995-2004) y presidente de la Comisión Organizadora del VI Congreso Chileno de Ingeniería de Transporte (1993).
Escribió los libros Equipos Directivos Para los Tiempos que Corren (El Mercurio-Aguilar, 2014) , La Nueva Élite (Editorial Catalonia, 2015) e Invisibles (Editorial Arca 2020) junto a Pablo Reyes. Es entrenador especializado en Spiral Dynamics (c) en National Values Center de California. 

## Vida personal
Estuvo casado con Diana Mery, con quien tuvo dos hijos. Actualmente, es pareja de la directora de teleseries María Eugenia Rencoret.